# Niarchos florezi
Espèce
Niarchos florezi est une espèce d'araignées aranéomorphes de la famille des Oonopidae.

## Distribution
Cette espèce est endémique du département de Risaralda en Colombie,. Elle se rencontre à Pereira vers 1 800 m d'altitude.

## Description
Le mâle holotype mesure 1,78 mm.

## Étymologie
Cette espèce est nommée en l'honneur d'Eduardo Flórez Daza.

## Publication originale
- Platnick & Dupérré, 2010 : The Andean goblin spiders of the new genera Niarchos and Scaphios (Araneae, Oonopidae). Bulletin of the American Museum of Natural History, no 345, p. 1-120 (texte intégral).